# René Cattarinussi
René Cattarinussi (Tolmezzo, 12 de abril de 1972) es un deportista italiano que compitió en biatlón. Ganó seis medallas en el Campeonato Mundial de Biatlón entre los años 1996 y 2001, y una medalla de plata en el Campeonato Europeo de Biatlón de 1994.

## Palmarés internacional
| Campeonato Mundial | Campeonato Mundial      | Campeonato Mundial | Campeonato Mundial |
| Año                | Lugar                   | Medalla            | Prueba             |
| ------------------ | ----------------------- | ------------------ | ------------------ |
| 1996               | Ruhpolding (Alemania)   | Medalla de bronce  | Velocidad          |
| 1996               | Ruhpolding (Alemania)   | Medalla de bronce  | Equipo             |
| 1997               | Osrblie (Eslovaquia)    | Medalla de plata   | Velocidad          |
| 1997               | Osrblie (Eslovaquia)    | Medalla de bronce  | Relevos            |
| 2000               | Oslo (Noruega)          | Medalla de bronce  | Velocidad          |
| 2001               | Pokljuka (Eslovenia)    | Medalla de plata   | Velocidad          |
| Campeonato Europeo |                         |                    |                    |
| Año                | Lugar                   | Medalla            | Prueba             |
| 1994               | Kontiolahti (Finlandia) | Medalla de plata   | Velocidad          |